# Estación 9 de Julio (Corrientes)
9 de Julio es una estación de ferrocarril ubicada en la localidad homónima del  Departamento San Roque en la Provincia de Corrientes, República Argentina. 

## Servicios
Se encuentra precedida por la Estación Gobernador Juan E. Martínez y le sigue el Apeadero Santiago Alcorta.